# 費呂基格湖

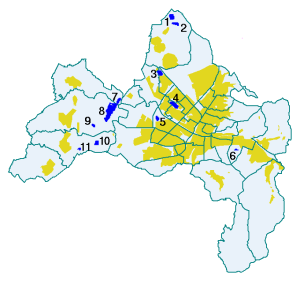

48°0′38″N 7°49′4″E / 48.01056°N 7.81778°E
費呂基格湖（德語：Flückigersee），是德國的人工湖泊，位於該國西南部，由巴登-符騰堡州負責管轄，處於弗賴堡，面積0.1平方公里，海拔高度240米，最大水深25米。